# Lanzelet

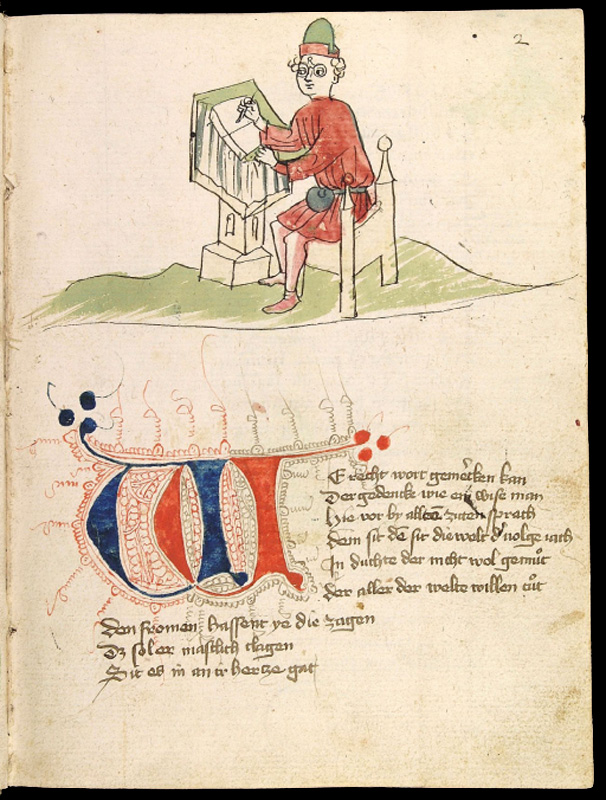
Ulrich von Zatzikhoven y los primeros versos del Lanzelet en el Manuscrito de Heidelberg.

Lanzelet es una famosa novela del ciclo artúrico en alto alemán medio, escrita alrededor del año 1200 por el autor germanoparlante Ulrich von Zatzikhoven. Compuesta por 9444 versos, la novela cuenta la historia y las aventuras del caballero Lanzelet. Es la primera novela alemana de Lancelot, ya que otros grandes autores medievales alemanes como Walther von der Vogelweide, Hartmann von Aue y Wolfram von Eschenbach escribieron sus obras sobre otros temas.
El Lanzelet de Zatzikhoven es la transcripción alemana de un «libro francés». Se pueden encontrar similitudes con el Lancelot de Chrétien de Troyes en la obra, como el secuestro de Lancelot tras su nacimiento. Sin embargo, el Lanzelet se destaca fuertemente de él. Si el de Chrétien está constantemente en presa de las lágrimas internas, el de Zatzikhoven no se encuentra con ninguna crisis existencial. Las tramas de las dos novelas son también radicalmente diferentes.
Sin embargo, la novela de Zatzikhoven no está entre las principales novelas alemanas del ciclo artúrico. Aunque fue estudiado en el siglo XIX, el Lanzelet fue largamente depreciado dentro de la lingüística alemana. El filólogo Karl Lachmann habla de una novela rica en lenguaje pero pobre en representación. No fue hasta los años 1970 que autores como René Pérennec la rehabilitaron.

## Origen del libro

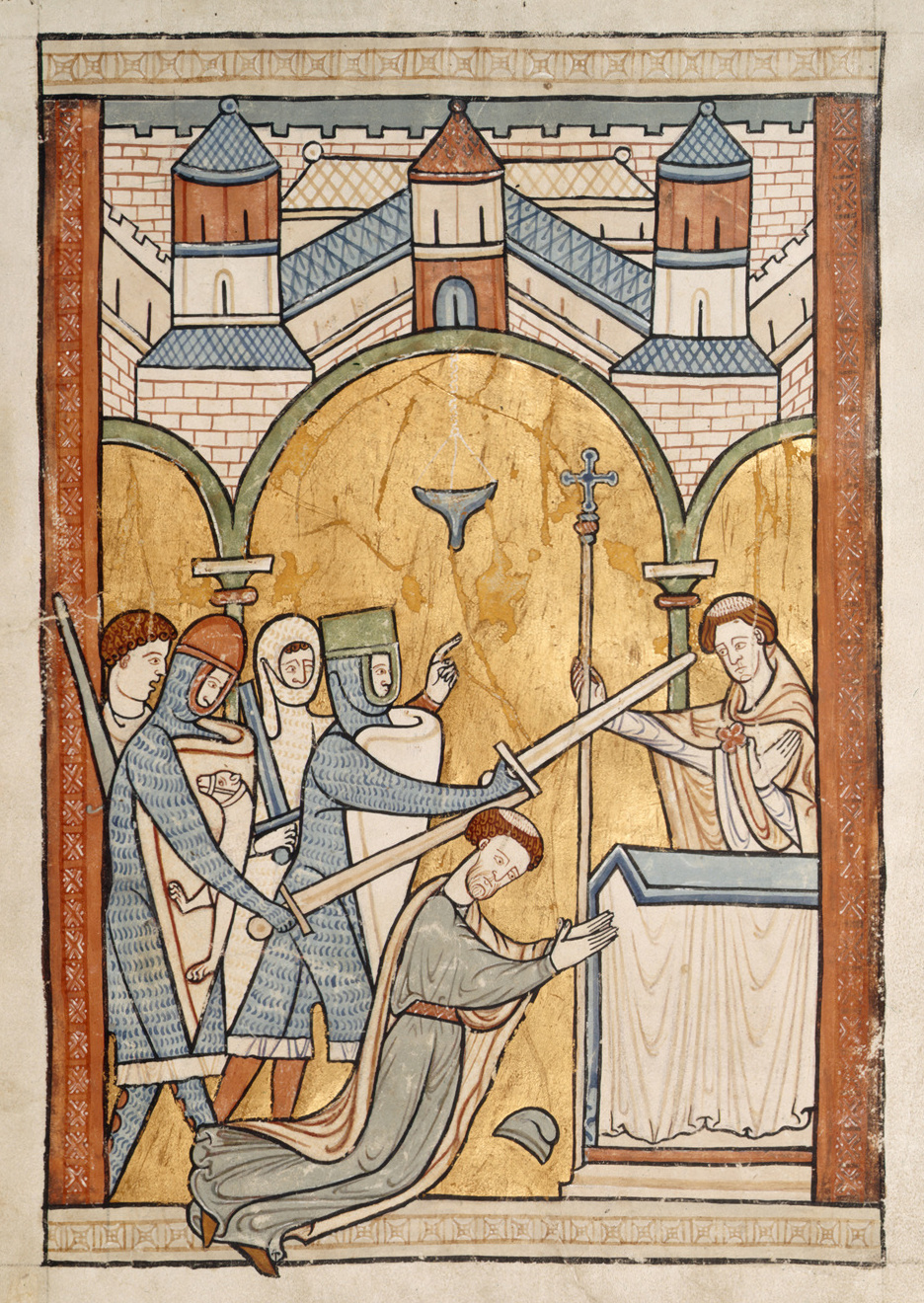
Hugues de Morville, uno de los asesinos de Thomas Becket.

El Lanzelet no es una creación original como tal, sino la traducción alemana de un «libro francés» como dice Zatzikhoven:

Quiero decir que no he quitado ni añadido nada a lo que se dice en un libro francés que leímos por primera vez cuando, según la voluntad divina, el rey de Inglaterra fue hecho prisionero por el duque Leopoldo, que le impuso un largo rescate. El rey cautivo le dio rehenes de nobles señores de muy alta cuna de lejanas tierras extranjeras, condes, barones y otros de rango comparable. El emperador Enrique los dividió entre varios países alemanes según le pareció. Uno de ellos se llamaba Hugo de Morville; él era el dueño del libro francés de Lanzelet cuando se nos apareció.

René Pérennec habla de un «crédito de principio»  que se le da a Zatzikhoven cuando dice que su obra es una adaptación. Este crédito también lo dan otros investigadores. El libro fuente, el «libro francés» o welschez buoch, ha desaparecido. Probablemente fue escrito en Inglaterra, donde la corte y la aristocracia hablaban anglo-normando. Como autor del libro original, se menciona el nombre de Pierre le Poète, abad de la abadía de Blanchelande de 1167 a 1213.
René Bansard ha desarrollado una tesis según la cual el modelo histórico de Lanzelet es Richard du Hommet Connetable, Baron von Varanguebec im Bois de Limors du Cotentin.Kragl, 2006, p. 919 Hay otras similitudes. Richard du Hommet recibió de Enrique II las tierras de Dodunton y Bedefort-Shire, tierras bajo el poder de Hugues de Morville, tomadas en Auvray le Géant justo cuando Lanzelet conquistó Dodone y Behforet y luchó contra Iweret. Las sonoridades son muy cercanas El dueño del libro original, Hugues de Morville, fue parte del complot que llevó al asesinato de Thomas Becket el 29 de diciembre de 1170. El Papa ordenó a De Morville y a los otros asesinos que se unieran a las cruzadas. De Morville se puso al servicio de Ricardo I de Inglaterra en la década de 1190. Cuando este último fue tomado prisionero por Enrique VI. De Morville fue intercambiado como rehén en 1194 para permitir la liberación del rey y es el motivo por el que fue el propietario del libro que Zatzikhoven traduciría. Nicola MacLelland también va en la misma dirección que Bansard.

## Manuscritos y transcripciones
Varios manuscritos han llegado hasta la actualidad. Hay dos de ellos a los que se pueden añadir diferentes fragmentos. El manuscrito más antiguo llamado el Manuscrito de Viena denominado W es un pergamino escrito a mediados del siglo XIV. Está escrito en idioma suabo y le falta una parte de los versos 8943 a 9082. El segundo manuscrito fue escrito en papel alrededor de 1420, es el Manuscrito de Heidelberg llamado P. Es de origen alsaciano  y faltan dos partes: los versos 5479 a 5624 y los versos 7524 a 7716.
Hay cuatro fragmentos pertenecientes a tres manuscritos diferentes. El primero de ellos, denominado B, data del primer cuarto del siglo XIII y fue ofrecido a la biblioteca Bodleiana de Oxford en 1920; contiene un total de 99 versos: 2259 a 2285, 2304 a 2327, 2346 a 2369, 2389 a 2412. El segundo fragmento llamado S, con s de Strasburg) fue escrito alrededor de 1300 y contiene 255 versos. El tercer fragmento, el G, llamado así por su antiguo propietario Franz Goldhahn, y el cuarto fragmento, Gk, pertenecen al mismo manuscrito que data de la primera mitad del siglo XIV.
Se han hecho varias transcripciones del Lanzelet. Karl August Hahn, profesor de filología en la Universidad de Heidelberg, hizo el primero en 1845. Numeró los versos originales. Su trabajo influyó en todas las investigaciones sobre el Lanzelet. El trabajo de Hahn fue supervisado por Karl Lachmann, un gran filólogo experto en antiguos dialectos alemanes. La transcripción más reciente es la de Georg Deutscher de 2002.

## Sinopsis

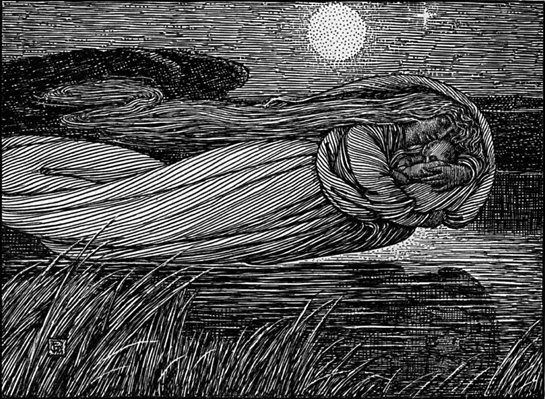
El hada del mar secuestrando a Lanzelet.

El texto comienza con un prólogo que comprende los versículos 1 al 666. El rey Pant, padre de Lanzelet, reina como tirano sobre Genewis, al que René Pérennec hace corresponder con el reino de Gaunes. Trata a los grandes de su reino con la misma medida que a los pequeños, cosa que sus vasallos no aceptan. Se alzan contra él, devastan el reino y matan a todos los habitantes del castillo, incluyendo a Pant. Sin embargo, dejan viva a Clarine, la esposa del rey, que se distingue por su amabilidad. Ella huye y es entonces cuando la reina de las hadas del mar lleva a Lanzelet a una isla poblada solamente por mujeres, que están dispuestas a criarlo. Lanzelet aprende a manejar las armas, así como la música y el canto. Él quiere saber su nombre, pero el hada solo se lo revelará cuando haya vencido a su peor enemigo: Iweret. En su camino se encuentra con un enano que lo azota y luego con el caballero Johfrit de Liez, que le enseña los últimos rudimentos de la caballería. Entre los versos 667 y 1356, Lanzelet conoce a los  caballeros Kuraus y Orphilet con los que entra en la casa del guardabosques de Galagandreiz. Durante la noche siguiente, Lanzelet duerme con la hija de Galagandreiz. Este último descubre a su hija en la cama de Lanzelet y se enfurece. Se produce una pelea en la que muere Galagandreiz. Lanzelet se casa con la hija del guardabosques y así se convierte en señor.
Entre los versos 1357 a 2249, Lanzelet emprendió la aventura de Lord Linier de Limors desafiándolo. Lanzelet fue metido en un calabozo antes de ser llevado al campo de batalla donde se enfrentó a un gigante, a los leones y finalmente a Linier, a quien mató. Se casa con su sobrina Ade y vuelve a ser señor, sin haberse divorciado de su anterior esposa. Repetirá el mismo patrón con sus otras esposas. En los siguientes versos hasta alrededor del 3474, lucha contra Walwein, el  Caballero de la Mesa Redonda, luego ganó el torneo de Djofle pero rechazó la invitación del Rey Arturo para venir a la corte. Entre los versos 3475 y 4673, Lanzelet fue a Schatel-le-Mort, el castillo de Mabuz, el hijo de la Reina de las Hadas. El castillo es especial porque el valiente que entra en él se convierte en un cobarde y viceversa. Mabuz le obliga a ir a matar a Iweret, lo cual hace Lanzelet. Luego se casa con la hija de Iweret, Iblis.

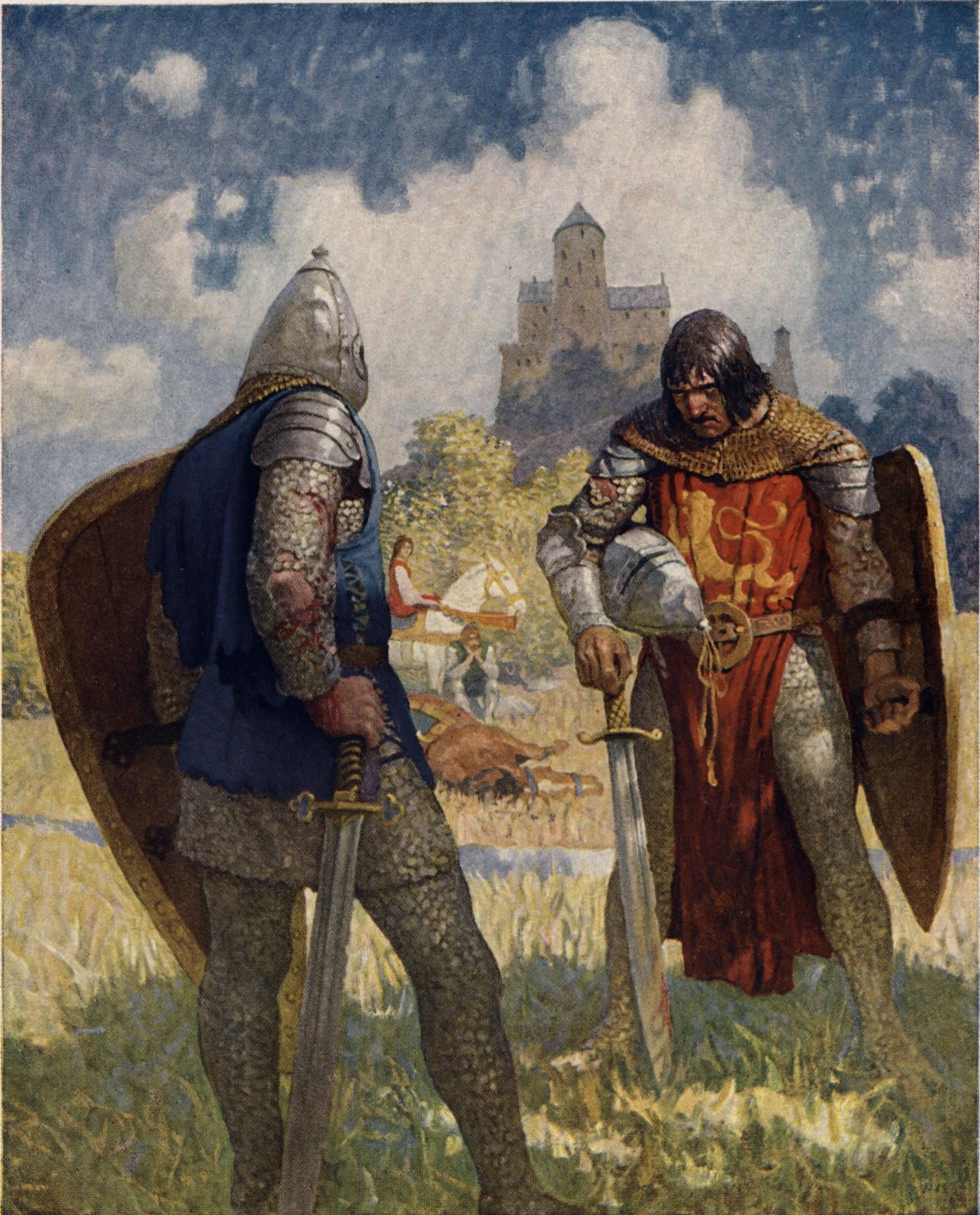
Lanzelet se convierte en Caballero de la Mesa Redonda

Hacia el verso 4674 un mensajero de la reina de las hadas aparece y le revela a Lanzelet sus orígenes y su nombre. Lanzelet se entera de que es el sobrino del Rey Arturo, al que después va a ver. Valerin quiere secuestrar a la  reina Ginebra, así que Lanzelet lo desafió a una singular batalla, al final de la cual Valerin se sometió a Lanzelet y la corte de Arturo celebró este final feliz. Lanzelet quería vengarse de la afrenta sufrida en la persona del enano con el látigo frente a la fortaleza de Pluris, así que se apresuró a ir allí. Fue hecho prisionero por la reina de Pluris, con quien terminó casándose. Mientras tanto, un mensajero de la reina de las hadas hace que las damas de la corte se prueben un manto mágico para demostrar su lealtad a sus maridos. lblis, la esposa de Lanzelet, es la única a la que le queda bien el abrigo. Al final de un torneo en el que Lanzelet muestra su astucia, Walwein, Karjet, Erec y Tristant lograron entregar a Lanzelet.
Entre los versos 6563 y 7444, Ginebra fue secuestrada por Valerin que la lleva a su castillo. Para rescatar a la reina, la corte del Rey Arturo recurrió a los servicios del mago Malduc, quien exigió que Erec y Walwein le fueran entregados a cambio, lo que el rey aceptó a regañadientes. El castillo de Valerin fue tomado, Valerin asesinado y la reina liberada. Hasta alrededor del verso 8468, Erec y Walwein son torturados por Malduc y se lanza una expedición para liberarlos. Malduc fue asesinado pero su hija quedó a salvo porque evitó que el  mago matara a los caballeros. Sigue la trama con un festín en la corte de Arturo. Lanzelet abraza al dragón que resulta ser Elidia, una mujer víctima de un hechizo maligno que el beso deshace. Con este gesto, Lanzelet se convierte en el caballero más cortés de la corte. Al convertirse en un consumado caballero y esposo, afirma su derecho a la soberanía en el reino de su padre. Entonces es cuando recupera el trono de Genewis, así como a su madre.
La novela termina con Arturo de Lanzelet regresando a la corte y eligiendo el reino de su esposa, el de Iweret, para convertirse en señor. Una suntuosa ceremonia de coronación tiene lugar en la capital Dodone. Después de un largo y feliz reinado, se les concede a Lanzelet e Iblis morir en el mismo día. Sus tres hijos comparten los tres reinos de sus padres. El texto va acompañado de un epílogo.

## Los personajes
A continuación se muestran las principales constelaciones de personajes de la novela Lanzelet. Hay otros personajes más que intervienen en la trama como el encantador Malduc, el senescal Keiin, las esposas de los caballeros, otros caballeros y camaradas de armas, etc.

### Lanzelet, el héroe sin crisis
La novela artúrica suele seguir el principio de Doppelwegstruktur, es decir, una estructura de dos etapas. El héroe lucha en la primera parte, gana fama y se casa. Una vez adquirida la fama, se duerme en los laureles hasta que se produce una crisis moral, como le ocurre a Erec en Erec y Enide. Este último ya no se dedica a sus hazañas de caballerosidad, sino solo a su pareja. El rumor de que se ha convertido en un pobre caballero se va extendiendo. La segunda parte de la trama es donde el héroe recupera su prestigio y logra equilibrar su vida privada con su vida de caballero.
En el Lanzelet, esta estructura de dos partes no existe. Hay una linealidad de principio a fin. Lanzelet no se cuestiona a sí mismo, es el krisenloser Held. Este apelativo de «héroe sin crisis» se debe a Volker Mertens. La linealidad se puede observar a través de varios aspectos de la novela, incluyendo los sucesivos matrimonios de Lanzelet. Cada matrimonio se sigue al otro sin cuestionar el anterior. Lanzelet abandona a la hija de Galagandreiz, se casa con Ade que la abandona tras el episodio de Schatel-le-Mort. Cuando derrota a Iweret y se casa con Iblis, sigue casado con Ade. Lo mismo ocurre con su matrimonio forzado con la reina de Pluris cuando todavía es el marido de lblis. Lanzelet no se hace ninguna pregunta, sigue con su vida.
Sin embargo, si la Doppelwegstruktur no existe, se puede ver que hay un punto de inflexión cuando Lanzelet aprende su nombre y sus orígenes. En la primera parte, había luchado por conocerlos, así que luchó por él mismo; en la segunda parte, luchó por su familia. Se puso al servicio de su tío el Rey Artus y se ofreció a ir a luchar contra Valerín que secuestró a la reina Ginebra. Lanzelet busca fortalecer los lazos dentro de su familia y establecer su propio poder convirtiéndose en señor de Behforet después de su coronación en Dodone.

#### De niño a Lanzelet: el itinerario individual

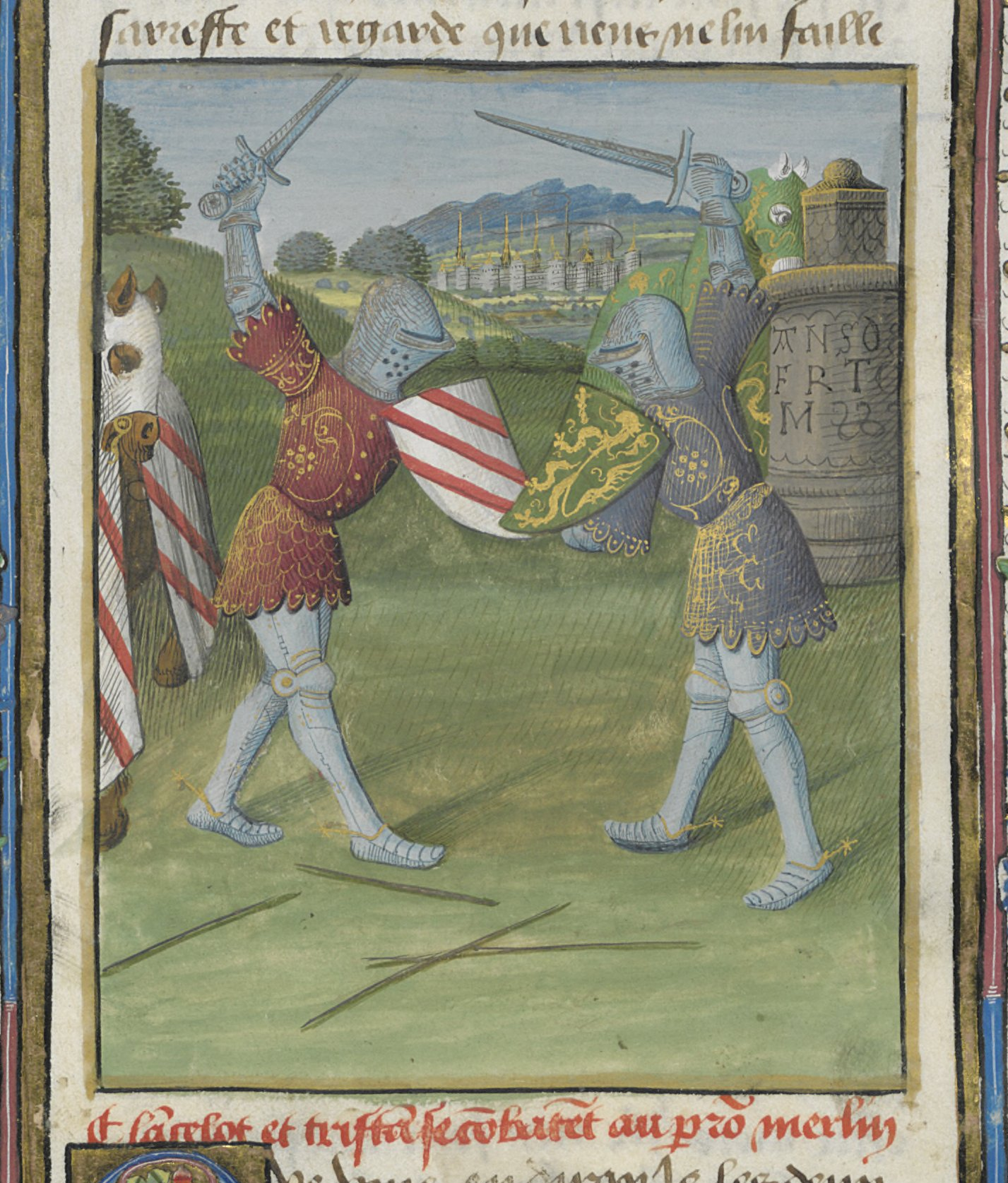
El wîgant —el valiente— lucha por averiguar quién es. Miniatura de Évrard d'Espinques del Lancelot en prosa, Biblioteca Nacional de Francia, Fr.116, 1475

La primera parte de la novela presenta la evolución de Lanzelet como un caballero que emprende una aventiure en busca de la fama. Hasta que aprende su nombre lucha y adquiere posesiones. Cuando deja el reino de las hadas tiene que hacer su aprendizaje y esto comienza con la esencia de la caballería: dominar su caballo. Aunque sabe manejar perfectamente las armas, Lanzelet no sabe montar a caballo. También carece de los valores de un caballero. Cuando un enano lo azota a él y a su montura frente a la fortaleza de Pluris, no defiende su honor pensando que el enano no es digno de una corrección. La reunión de Johfriet de Liez es la que permitirá a Lanzelet hacer su aprendizaje.
Lanzelet lidera su primer combate con Galandreiz, calificado como un juego, que rápidamente se convierte en una comedia. En lugar de usar el arma del caballero, la espada, el duelo se lleva a cabo con un cuchillo y de una manera muy particular. Mientras Galagandreiz lanza el cuchillo, Lanzelet tiene una forma muy personal de defenderse: Despreciando el arte de lanzar, se lanzó sobre el bribón y lo apuñaló tan fuerte que el otro cayó al suelo y no tuvo otra oportunidad de hablar.
Lanzelet dirigió más tarde varias otras batallas, como la de Limors, que le permitieron derrotar a un gran adversario pero que evidenciaron su ignorancia de las costumbres: no mostró sus intenciones pacíficas por medio de una rama de olivo. Lo mismo se aplica a la lucha contra Walwein, que Lanzelet ataca cuando este vino a llevar una invitación del Rey Arturo. Walwein se había quitado el gran yelmo y bajado la sobrecubierta de la cota de malla para que Lanzelet pudiera ver sus intenciones pacíficas, pero este tomó estos gestos como cobardía. El torneo de Djofle permitió a Lanzelet mostrar su valentía, se mostró superior a Keiin, el senescal de Arturo. Erec abandona la lucha contra Lanzelet. Dondequiera que el generoso guerrero con el escudo rojo atacaba con sus hombres, bandas de caballeros huían como pájaros ante el águila.
El clímax de todas las batallas que peleó fue, por supuesto, la de Iweret, que le permitió descubrir su nombre y sus orígenes. Lanzelet es ahora un caballero consumado: El asalto no se vio empañado por ninguna pérfida finta. Este logro final lleva a la realización personal. El zem degene von dem Sê  —el joven del Lago— se convierte en Lanzelet: Tu nombre había permanecido oculto hasta hoy, por favor, apréndelo ahora. Tu nombre es Lanzelet, y eres de nacimiento alto y noble. No conozco a nadie que sea tu igual.

#### Lanzelet: defensor del linaje

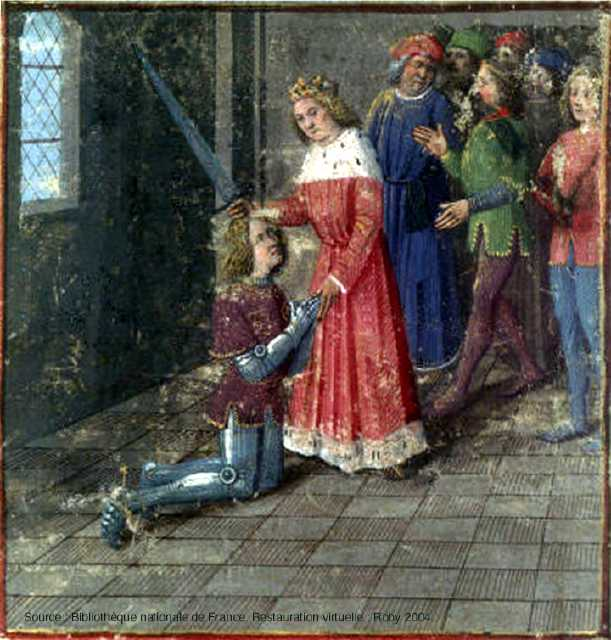
Lanzelet se convierte en caballero de la Mesa Redonda y defiende a su familia. Miniatura de Évrard d'Espinques del Lancelot en prosa, BNF, frag.116, 1475

Mientras que en las otras novelas del ciclo artúrico la segunda parte muestra al caballero consumado poniéndose al servicio del mundo, Lanzelet se dedica solo a su familia y esto comienza poco después de conocer sus orígenes: su tía, la Reina Ginevra, está a punto de ser secuestrada por Valerín. Lanzelet le pide a Walwein, su primo, que le dé su lugar para luchar contra Valerín, lo cual acepta. Lanzelet se ha convertido en el igual de Walwein. El episodio de la Piedra de Honor muestra esto: no podía soportar el contacto de personas inclinadas a la felonía o a la maldad. Tras esta victoria, Lanzelet fue admitido en la Mesa Redonda. Lanzelet pertenecía ahora a la gran familia de Arturo, que aparecía en el Lanzelet como el suzeranita ideal, un suzeranita cortés, que defendía a sus vasallos, que también los recompensaba con suntuosas fiestas en las que podía demostrar su militancia, es decir, su generosidad. Arthur es lo opuesto a Pant. Lanzelet es un miembro de pleno derecho de su familia artúrica, salvó a su tía y selló un pacto de amistad con su primo Walwein.
A partir de entonces, Lanzelet sigue tratando de preservar la armonía dentro de su familia, especialmente cuando su tía es secuestrada de nuevo por Valerín. Si lo había dejado vivo durante el primer duelo, Lanzelet no dudó en matarlo, lavando la afrenta a su tía y a su familia. Para atacar el castillo de Valerin, la corte recurrió a los servicios del hechicero Malduc, quien pidió a Walwein y Erec como rehenes como premio. Una vez más fue Lanzelet quien, acompañado de una tropa, vino a rescatar a su primo Walwein. Todos ellos forman un solo bloque. Cuando Lanzelet quiere recuperar su herencia de Genewis, el propio rey Arturo participa en la expedición. Lanzelet se convirtió en un caballero cortés (huebsch, guot), respetuoso del código de honor, un valiente caballero y defensor de los lazos familiares.

### Las figuras femeninas del entorno de Lanzelet

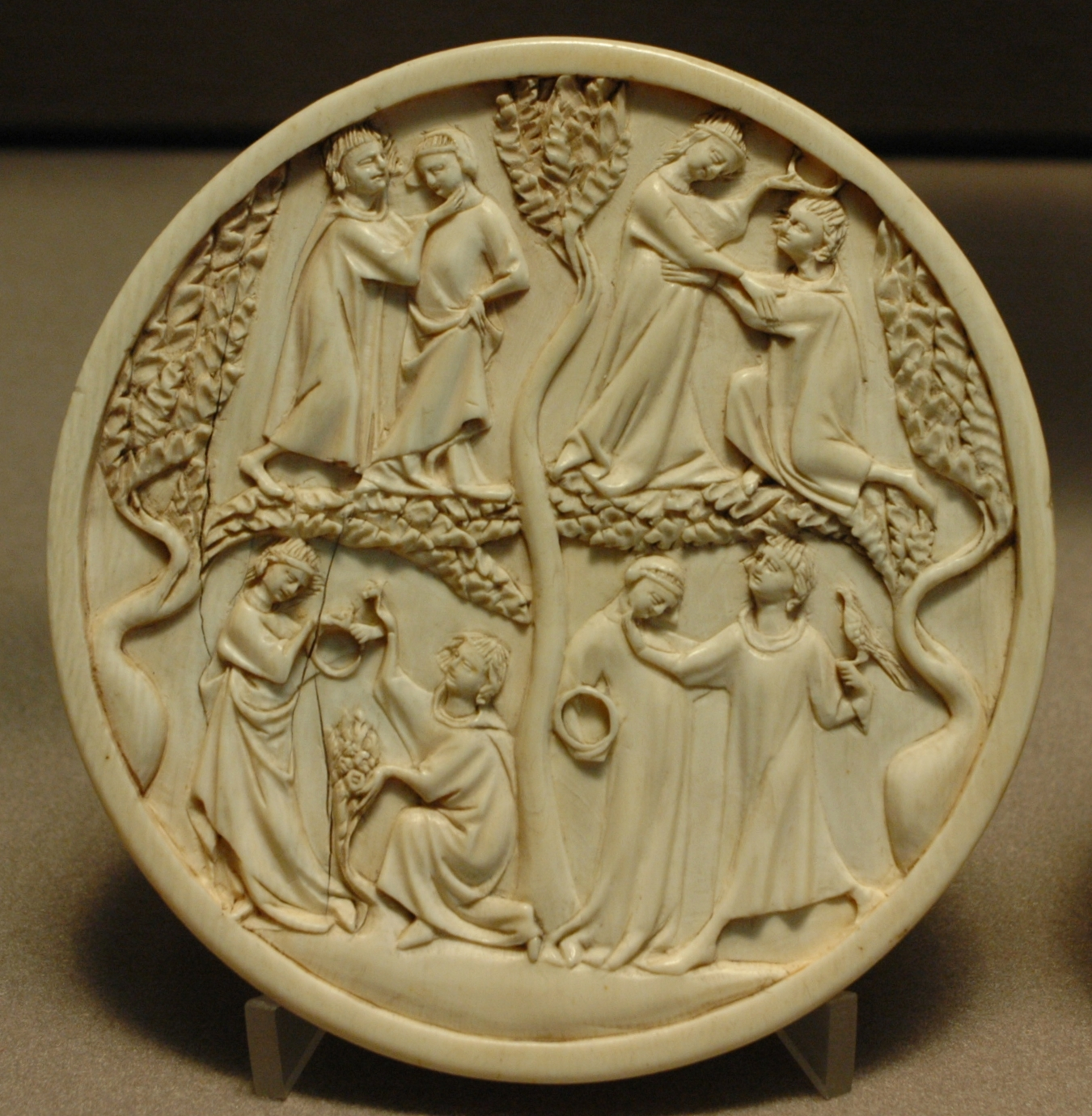
El amor cortesano perfecto simbolizado por lblis

Varias figuras femeninas se encuentran con el destino de Lanzelet en el curso de la novela. Se pueden distinguir dos grupos: el grupo de mujeres que cuidan a Lanzelet y el grupo de mujeres que Lanzelet conoce y se casa. El primer grupo está formado por dos mujeres, en cierto modo las dos madres del héroe: Clarine y el Hada del Mar. Se distinguen por sus cualidades morales. De hecho, encarnaban ideales femeninos. Clarine es descrita como noble, bella, leal y gentil, lo opuesto a su marido Pant.
Otras figuras femeninas son la hija de Galagandreiz, Ade la sobrina de Liniers de Limors e Iblis la hija de Iweret. Si se ha observado una evolución moral en Lanzelet, se puede observar la misma evolución en las mujeres con las que se casa. La hija de Galagandreiz está desprovista de toda calidad moral. Mientras que se la describe como vestida muy cortésmente en la cena —sin hete sich gemachtet an wol und hübschlîch genuoc— ), la hija de Galagandreiz es presa del ardor del amor, lo cual es contrario a los valores femeninos. Se desliza en la cama de cada uno de los caballeros, Orphilet, Kuraus y Lanzelet, que serán los únicos en aceptar sus avances. Además, aunque se case con ella, Lanzelet lo olvida rápidamente. Ella le permite sobre todo luchar su primera batalla contra Galagandreiz y adquirir posesiones. La segunda mujer con la que se casa, Ade, se caracteriza por su cortesía y belleza y su lealtad o triuwe. Tras el episodio de Schatel-le-Mort, Diepalt la convenció de que abandonara a Lanzelet, que se había convertido en el más cobarde de los caballeros. Ade pierde la conciencia de ello.
La tercera esposa de Lanzelet, la cuarta, la Reina de Pluris, siendo solo secundaria como esposa, es la mujer más consumada moralmente. lblis soñó con Lanzelet y juró que no se casaría con otro. Se la describe como una hija merecedora de todos los elogios. La evidencia y la fuerza de su amor se demuestra en la tienda que el hada ofrece a Lanzelet tras su victoria sobre Iweret. Quien se mire en el espejo de la tienda no debe ver su imagen, sino la imagen del elegido en su corazón:

Entonces Lanzelet e Iblis la visitaron; entraron, se tranquilizaron y se miraron en el espejo. Solo podían ver que no había la más mínima insinceridad entre ellos. Solamente vio la imagen de la dama, y sé que Iblis, el generoso, tuvo una experiencia similar y que no vio su reflejo sino el de su amigo. Sepa en verdad que aunque hubiera estado a mil leguas de allí solo habría visto la imagen de esta última.

En varias ocasiones, la fidelidad de Iblis fue puesta a prueba, sobre todo durante el cautiverio de Lanzelet con la reina de Pluris y el episodio del abrigo mal cortado, cuya colocación demostró a todos que Iblis era la mujer más fiel de la corte.

## Relación con Chrétien de Troyes

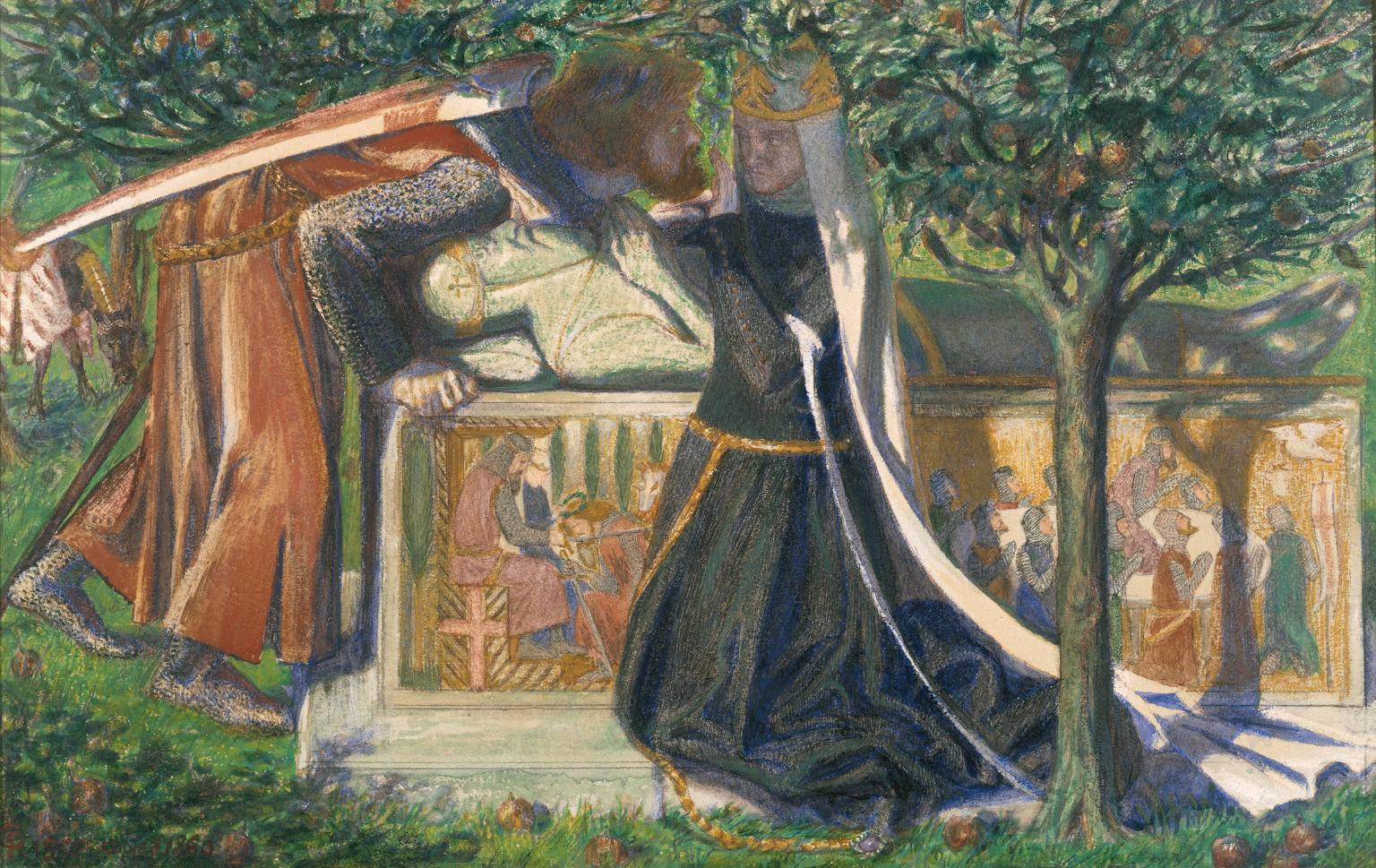
La relación entre Guenière y Lancelot es radicalmente diferente a la de Chrétien de Troyes.

La influencia ejercida por Chrétien de Troyes en la literatura medieval en general y en la literatura de Alemania es ineludible. Las obras de Hartmann von Aue y Wolfram von Eschenbach son ejemplos de ello. Lanzelet no es una excepción a la regla, y la cuestión de la importancia de la obra de Chrétien de Troyes en ella ha sido objeto de un vivo debate. Stefan Hofer vio en Lanzelet sólo una compilación de las Roman Chrétien. En el Lanzelet encontramos muchos motivos del  Erec o del Lancelot de Chrétien, como el rapto por el hada del mar, la mención del enano, que en ambas novelas tiene una función maléfica, etc. La novela de Zatzikhoven también presenta paralelismos con otras obras medievales como el Li Romans d’Alixandre o Le Bel Inconnu.
Sin embargo, hay grandes diferencias entre las dos obras. El Doppelstrukturweg está ausente, o al menos no corresponde al utilizado por Chrétien de Troyes. La relación entre Lanzelet y Ginovere en el Lanzelet es también radicalmente diferente de la de Lancelot y Guinevere en el Lancelot, el Caballero de la Carreta. En el Lanzelet, Lanzelet no siente ninguna atracción física por Ginovere, a diferencia de Lancelot que se enamora de su reina. La relación entre Lanzelet y Ginovere es exclusivamente familiar, mientras que la de Lancelot y Guinevere es de amor cortés. Los personajes de Lanzelet y Lancelot también son muy diferentes. El primero es menos reflexivo que el segundo. Durante el episodio del carro, Lancelot duda entre perder su honor de caballero o salvar a su dama subiéndose al carro. Es presa de un caso de conciencia, del que no hay ejemplo en la obra de Lanzelet. Lanzelet es un superman caballeresco.

## El hada y la mitología

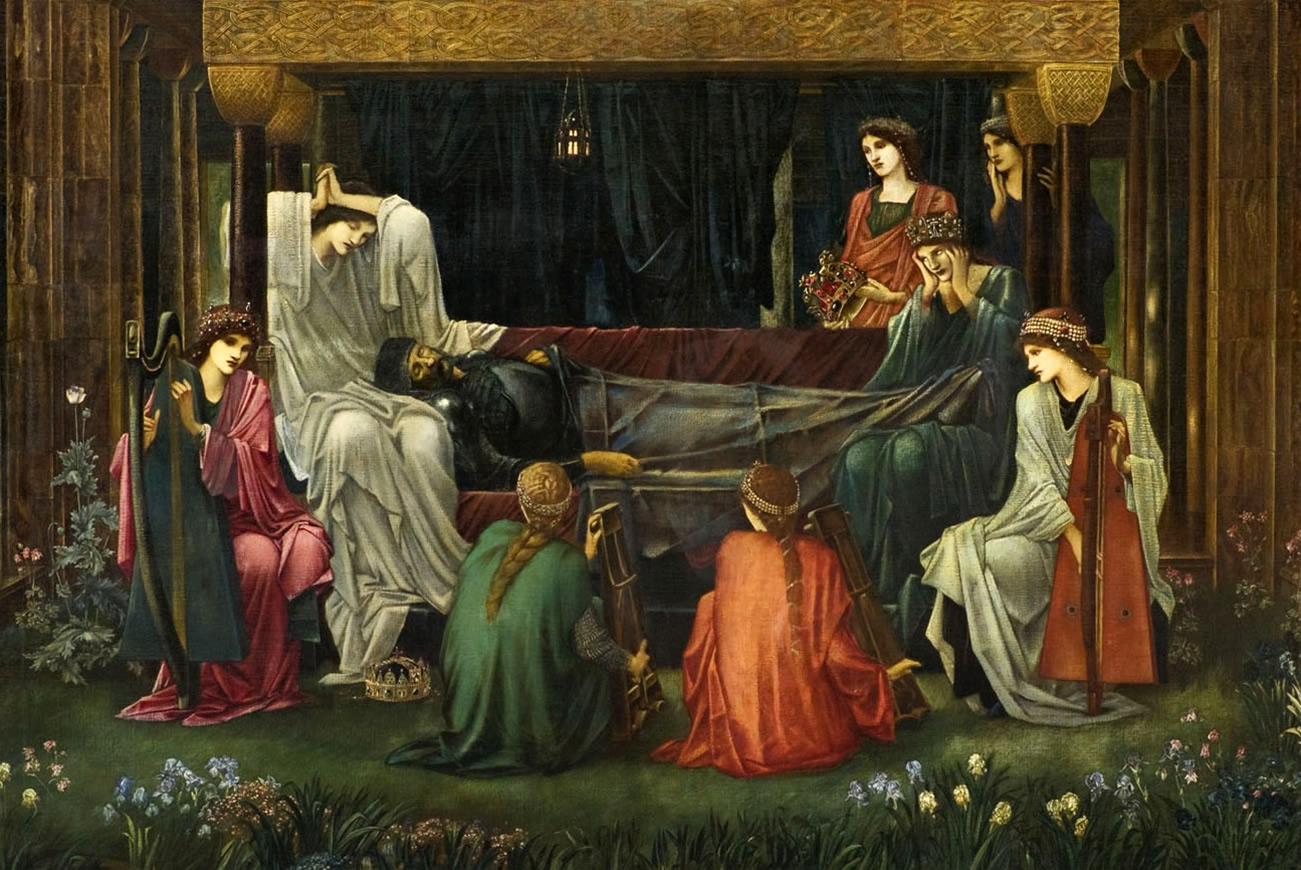
A su muerte, Arturo se va a Avalon, el Otro Mundo.

Aparte del hecho de que el Lanzelet pertenece a la leyenda Artúrica y por lo tanto a la mitología bretona, uno de los principales motivos de la mitología Celta que se encuentra en el Lanzelet de Ulrich von Zatzikhoven es sin duda el del Séjour des morts o el Sidh, que está simbolizado por el reino del Hada del Mar que viene a llevarse a Lanzelet en su nacimiento. La isla a la que Lanzelet fue llevado estaba poblada por diez mil damas que le dieron una educación cortés y artística:

Le enseñaron a comportarse bien en la sociedad y a hablar con las damas. Nunca se lo reprochó a una mujer por reprenderle porque era de noble cuna. Sabía que tenía que estar callado y contenido. Tocaba el arpa, el violín y muchos otros instrumentos de cuerda; estaba más que a su favor, ya que era un arte fuerte practicado en este país. Las damas le enseñaron a cantar con confianza mientras se acompañaba.

El castillo del Hada está construido sobre un cristal, como en la tradición germánica, su puerta es un «diamante de gran dureza». La mención del cristal se encuentra en otras obras como el Erec de Chrétien de Troyes. Nadie puede penetrarlo. Las únicas criaturas que el hada trae son los merwunder que dan instrucción militar a Lanzelet. Es un mundo mágico donde no hay tristeza, donde reina la felicidad, que corresponde plenamente a la representación del Otro Mundo entre los celtas que puede ser representado como un país submarino o una isla en mar abierto como en Lanzelet.
La presencia misma del hada del mar se refiere a la mitología celta y a los cuentos de hadas. La figura del hada no es peculiar de la mitología celta en la que no existe. Pero a través de la invención de este personaje en la materia de Bretaña, se plantea un aspecto mitológico. El Hada de Lanzelet está asociada por algunos con el Hada Morgana y la deidad gala Modron. Aparece alrededor del 181 cuando el Rey Pant murió: Un hada del mar llegó entonces en un torbellino, como llevada por el viento. Tomó el niño de la reina y lo llevó a su país. La reina de las hadas tiene un hijo, «Mabuz der bloede», que vive en Schatel-le-Mort. Para proteger a su hijo, que es un cobarde, el hada protegió el castillo con un hechizo que hizo cobarde al valiente que se aventuró en él. El hada es a la vez reina y mago. Su hijo será llevado más cerca de Mabon. Encontramos el motivo del secuestro, la tala de árboles de los celtas, en otras obras como la de Chrétien de Troyes pero también en la mitología celta con el secuestro de Pryderi.
El motivo del beso del dragón llamado «Beso Orgulloso» está tomado de leyendas celtas, especialmente de leyendas irlandesas como Echtra mac nEchach Muigmedón (en francés: Aventures des fils de Eochaid Mugmedón) en la que aparece Niall de los nueve rehenes hijo del rey Eochaid Mugmedón. Para decidir cuál de los hijos del rey Eochaid Mugmedon iba a reinar sobre Irlanda, se decidió someterlos a varias pruebas. En una de las pruebas clasificatorias, los hijos del rey buscan agua. El manantial está custodiado por una mujer horrible y repulsiva. El acceso al agua está condicionado por un beso que se le dará a la mujer. Niall es el único que lo hace y así adquiere la soberanía de Irlanda. El motivo del «Beso Orgulloso» se puede encontrar en otras obras medievales como el capítulo 11 de la novela Le Bel inconnu de Renaut de Beaujeu en la que el héroe besa una serpiente para descubrir su nombre y sus orígenes. En el Lanzelet, el Beso Orgulloso tiene lugar en los años 7817 a 8040. El beso que le da a Elidia, una mujer transformada en serpiente, permite a Lanzelet convertirse en el caballero más cortés de la corte del Rey Arturo.
También se puede encontrar el motivo mitológico del caballo. La madre de Pryderi, Rhiannon, tiene un caballo como animal emblemático, al igual que la diosa gala Epona. La soberanía real está ligada al mito del caballo.

## Antecedentes históricos

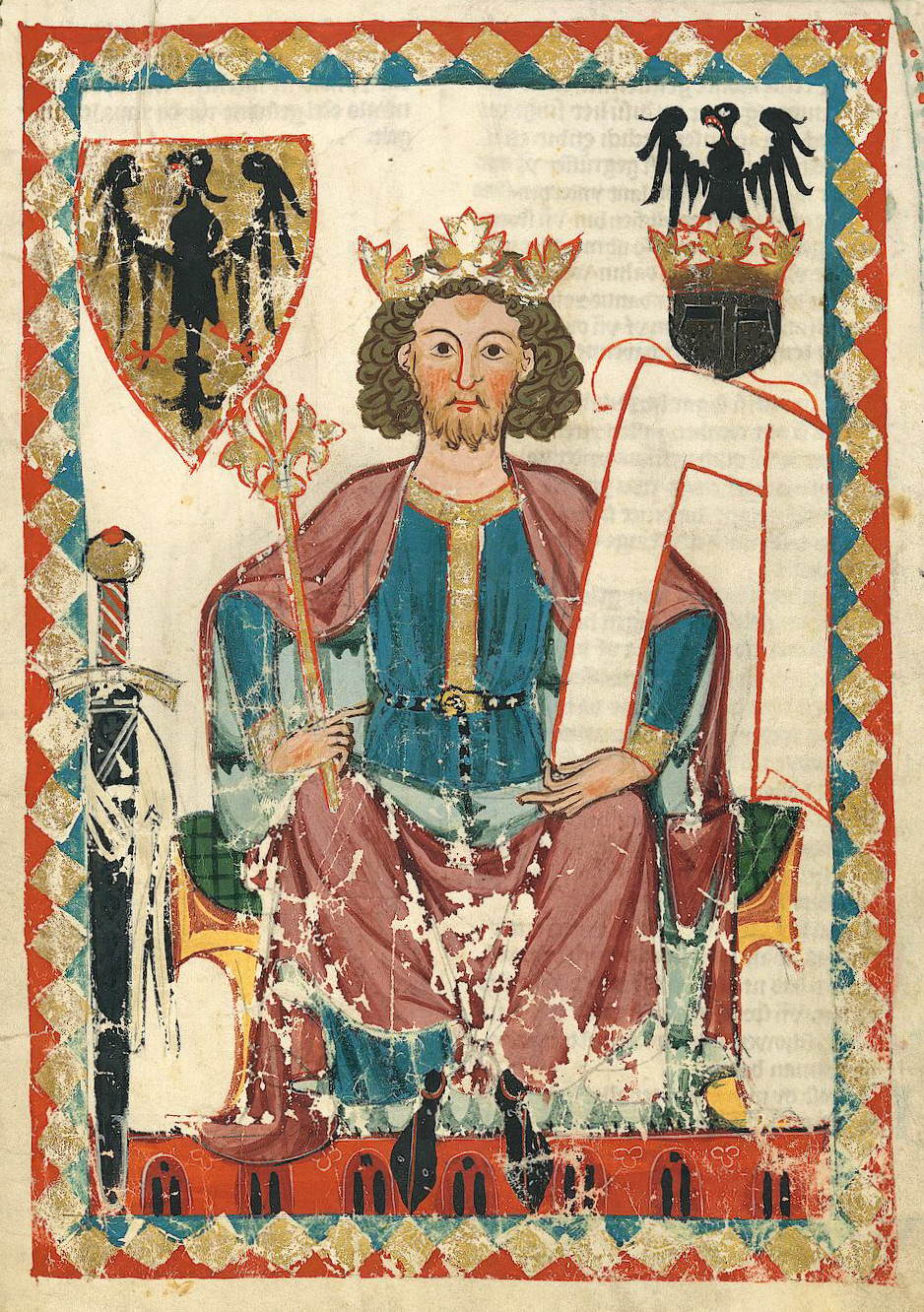
El emperador Enrique VI intentó, como sus predecesores, introducir el principio dinástico.

Los antecedentes históricos juegan un papel importante en el Lanzelet de Zatzikhoven. Lo primero que se puede mencionar es una situación familiar propia de la  época medieval, la de los juveniles, es decir, el hijo que desea convertirse en señor y que tiene que esperar para heredar de su padre. Lanzelet ya no tiene padre, por lo que no puede oponerse a él, pero en la novela no deja de conquistar nuevos feudos: el del guardabosques de Galagandreiz, el de Liniers de Limors, el de Iweret y, en menor medida, el de Pluris, ya que se casa con la reina. Sin embargo, no se asentará definitivamente hasta que sea reconocido como el gobernante legítimo de Genewis, el reino de su padre.
Esta situación no es sino recordar la de Inglaterra bajo el reinado de Enrique II, cuyos hijos son jóvenes, no debemos olvidar que el Lanzelet es la adaptación de un libro escrito en la esfera anglo-normanda.  Enrique II Plantegenet reinó no sólo en Inglaterra sino en un vasto territorio que incluía, por ejemplo, el Ducado de Bretaña o el Ducado de Aquitania obtenido por su matrimonio con Eleanor. Este es el  Imperio Plantagenet. Enrique II tuvo cuatro hijos:  Enrique,  Ricardo,  Godofredo y Juan "Sin Tierra", todos esperando heredar todas o parte de las posesiones de su padre. Enrique II anunció su intención de dar los castillos de Chinon, Loudun y Mirebeau a su hijo menor Juan, como parte del acuerdo para su planeado matrimonio con Alicia de Saboya. Henri fue entonces empujado a la rebelión por muchos nobles esperando un cambio de poder. Eleanor, que había discutido con su marido, se unió a esta causa. En 1173 comienza entonces una revuelta de los hijos de Enrique II contra su padre, que durará hasta la firma de la paz de Montlouis el 30 de septiembre de 1174.
Siendo el Lanzelet una adaptación, Ulrich von Zatzikhoven probablemente incorporó elementos referidos al contexto histórico alemán. Uno puede ver allí la propaganda de los  Hohenstaufen. Desde 1002, el Rey de Alemania ha sido elegido por los Príncipes del Imperio. La herencia de la corona no está garantizada.  Otón el Grande había intentado introducir el principio dinástico haciendo que su hijo Otón II fuera elegido durante su vida. Sin embargo, debido a la corta vida de las dinastías, el principio dinástico no se impuso. Los emperadores posteriores hicieron lo mismo: Federico I Barbarroja con  Enrique VI y Enrique VI con  Federico II. Es Enrique VI quien reina sobre Alemania en la presunta época en que se escribió el libro francés. El fin del Lanzelet lleva a la afirmación del principio dinástico, Lanzelet recuperando la soberanía de Genewis, que William H. Jackson interpreta como dulce música para los oídos de los miembros de la familia Hohenstaufen.

## Acogida de la obra
En su muy detallado estudio del Lanzelet, Florian Kragl da una representación de la recepción de la obra en la Edad Media. Esto tuvo cierta resonancia en el momento de su concepción. Personajes como Iblis están incluidos en otras obras medievales como Minnelehre de Johann von Konstanz o en el Königsteiner Liederbuch. Ulrich von Zatzikhoven es reconocido en varios catálogos de la época donde se presenta de la misma manera que otros autores como Heinrich von Veldeke, Hartmann von Aue y Wolfram von Eschenbach.
Las investigaciones de los  siglos XIX y principios del  XX han contribuido en gran medida a devaluar la obra, viendo en ella únicamente una superposición de episodios prestados aquí y allá sin mucha coherencia: la acumulación de matrimonios, la desaparición repentina de ciertos personajes, etc. Esto hace que algunos digan que el Lanzelet es solo la (torpe) secuencia de historias originalmente independientes como Gustav Ehrismann, el primero que se enfrentó a la estructura de la novela.
Solo en los años 1970-1980 la novela de Zatzikhoven vuelve a interesar a los ojos de los investigadores que reanudan su trabajo analítico. Se puede citar a Rosemary Combridge y William Henry Jackson por Inglaterra, René Pérennec por Francia, Kurt Ruh y Florian Kragl por Alemania. Ernst Soudek fue el primero en ofrecer una interpretación completa y seria de la obra en 1972. Una de las direcciones que esta nueva investigación está tomando hoy en día es el lugar del Lanzelet dentro del ciclo Artúrico.

### Traducciones
- von Zatzikhoven, Ulrich (1951). Lanzelet. A Romance of Lancelot (Kenneth G. T. Webster, trad.) (en alemán). Revisado y corregido por Roger Sherman Loomis. Nueva York.
- von Zatzikhoven, Ulrich (1996). Lanzelet (Danielle Buschinger, trad.) (en alemán). Greifswald.
- von Zatzikhoven, Ulrich (1997). Lanzelet (Wolfgang Spiewok, trad.) (en alemán). Greifswald.
- von Zatzikhoven. Lanzelet (René Pérennec, trad.) (en francés). ISBN 9782843100475.

### Estudios
- Bärmann, M. (1989). «Ulrich von Zatzikhoven und die Entstehung des mittelhochdeutschen Lanzelet-Romans. Überlegungen zur Herkunft des Dichters und zur Gönnerschaft». Das Markgräflerland. Beiträge zu seiner Geschichte und Kultur (en alemán). pp. 62-84.
- Combridge, Rosemary (1968). «The problem of a new edition of Ulrich Zatzikhoven's "Lanzelet». Probleme mittelalterlicher Überlieferung und Textkritik (en inglés) (Berlín): 198-209.
- Combridge, Rosemary (1963). «Das Fragment B des Lanzelet Ulrichs von Zatzikhoveb». Euphorion (en alemán) (57): 198-209.
- Huby, Michel (1969). «Remarques sur la structure du Lanzelet». Mélanges pour Jean Fourquet (en francés) (Múnich, París).
- Florian, Kragl (2006). Lanzelet (en alemán). Berlín.
- Lelland, Nicola Mac (2000). Ulrich von Zatzikhoven's Lanzelet : Narrative Style and Entertainment (en inglés). Rochester: Woodbridge.
- Mertens, Volker (1998). Der deutsche Artusroman (en alemán). Stuttgart.
- Pérennec, René (1984). Recherches sur le roman arthurien en vers en Allemagne aux XIIe et XIIIe siècles (en alemán). Göppingen.
- Pérennec, René (1984). Le Livre Français de Lanzelet dans l'adaptation d'Ulrich von Zatzikhoven. Recherche d'un mode d'emploi (en francés). Lancelot Colloque.
- Mancinelli, Laura (1996). De Charlemagne à Luther: La littérature allemande médiévale (en italiano). Turín: éd. Bollati Boringhieri. ISBN 978-8-83390-963-9.